# John Ehrlichman

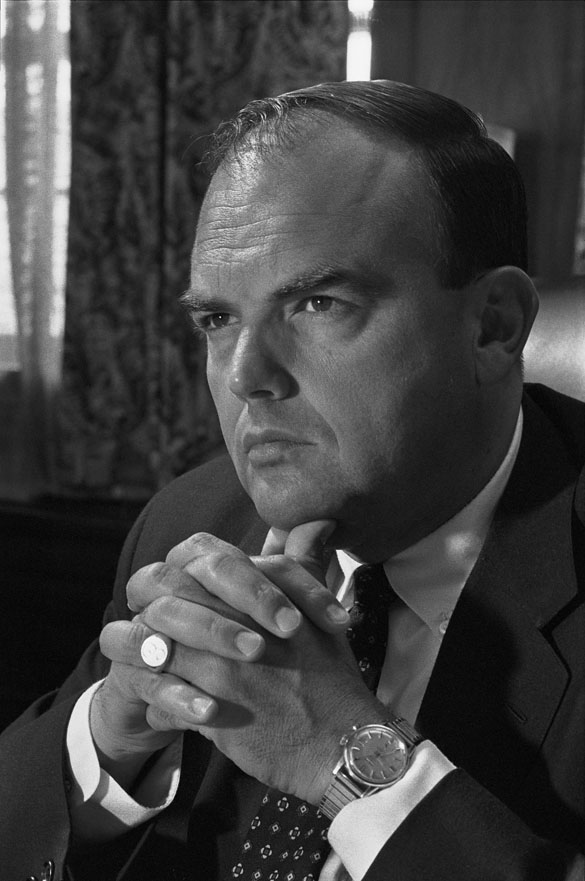
John Ehrlichman (1969)

John Daniel Ehrlichman (ur. 20 marca 1925 w Tacoma, zm. 14 lutego 1999 w Atlancie) – doradca do spraw krajowych prezydenta USA Richarda Nixona, znany z udziału w aferze Watergate.

## Życiorys
Dorastał w stanie Waszyngton i w Kalifornii, wykonywał kilka zawodów i odbył służbę w Siłach Powietrznych USA w 1943, otrzymał stopień porucznika w 1945. Studiował na Uniwersytecie Kalifornijskim w Los Angeles, który ukończył w 1948, następnie w 1951 ukończył prawo na Uniwersytecie Stanforda, po czym wraz ze współpracownikami otworzył kancelarię prawniczą w Seattle. W 1969 został mianowany doradcą prezydenta Nixona do spraw krajowych. Wraz z szefem personelu, H.R. Haldemanem, utworzył tak zwaną straż pałacową, mającą odizolować prezydenta od społeczeństwa i od innych członków rządu, a także filtrować informacje ze wszystkich szczebli rządowych. Utworzył grupę znaną jako „hydraulicy”, której celem było pozyskanie wywiadu politycznego i naprawa „przecieku informacji”. 17 czerwca 1972, pięciu członków tej grupy zostało schwytanych w siedzibie Krajowego Komitetu Partii Demokratycznej w kompleksie Watergate - wcześniej zainstalowali tam urządzenia podsłuchowe i wracali, żeby je naprawić. Początkowo radził, by Biały Dom przyznał się do uczestnictwa w tej sprawie, jednak później stał się aktywnym uczestnikiem ukrywania tej sprawy. Gdy jego udział stał się jasny, zrezygnował z funkcji w kwietniu 1973. Rok później stanął przed sądem pod zarzutem udziału w spisku, krzywoprzysięstwa i utrudniania postępowania. Uznano go winnym i skazano na 5 lat więzienia; wyszedł na wolność w kwietniu 1978. Po zwolnieniu napisał kilka książek o swoim doświadczeniu jako doradcy Nixona - The Company (1976), The Whole Truth (1979) i Witness to Power: The Nixon Years (1982).
W 2016 dziennikarz Dan Baum zrelacjonował swoje spotkanie z Ehrlichmanem w 1994, który tak opisał wówczas powód wojny Nixona z narkotykami: „Kampania Nixona w 1968, i Biały Dom Nixona, miały dwóch wrogów: antywojenną lewicę i czarnych. Rozumiesz, co mówię? Wiedzieliśmy, że nie możemy zdelegalizować bycia przeciwnikiem wojny lub czarnym, ale mogliśmy publicznie skojarzyć hipisów z marihuaną i czarnych z heroiną, a przez ich ciężką kryminalizację, mogliśmy zdezorganizować te społeczności. Mogliśmy aresztować ich przywódców, robić naloty na ich domy, rozbijać ich spotkania, i szkalować ich każdego wieczoru w wieczornych wiadomościach. Czy wiedzieliśmy, że kłamiemy na temat narkotyków? Oczywiście wiedzieliśmy”.